# هویت (مجموعه تلویزیونی)
هویت یک مجموعه تلویزیونی محصول سال ۱۳۸۷ به کارگردانی مهدی ودادی، نویسندگی سهیلا جبری و تهیه‌کنندگی حبیب‌ اللهیاری و محمود رضایی، محصول صداوسیمای خوزستان می‌باشد که از شبکه سه پخش شد.

## خلاصه داستان
سرگرد صبا مأمور رسیدگی به یک پرونده قاچاق عتیقه و قرص‌های روانگردان می‌شود. او طی تحقیقاتش متوجه می‌شود فردی به نام فرزاد از هویت جعلی امیر احدی استفاده می‌کند و امیر احدی همرزم سرگرد صبا در جبهه بوده که در کالیفرنیا زندگی می‌کند. فرزاد با حیله و فریب امیر را به ایران می‌کشاند و قصد کشتن وی را دارد تا بتواند یک کتیبه با ارزش را که متعلق به خانواده امیر است از ایران خارج کند. نهایتاً فرزاد در جنوب کشور تعقیب و کشته می‌شود و کل باند دستگیر می‌گردند.

## بازیگران
- حسن جوهرچی
- پریسا گلدوست
- مهدی امینی‌خواه
- حدیث میرامینی
- فلور نظری
- پریسا گلدوست
- محمد مختاری
- گلاره عباسی
- مهدی الهیاری
- شهنام شهابی
- مرجان سپهری
- مجید سعیدی
- حسین سلیمانی
- علیرضا نجف‌زاده
- صدیقه کیانفر
- فرج‌الله گلسفیدی
- زری اماد
- اکبر قدمی
- شهناز خزایی
- حسین شهاب
- بهاره نامجو
- مهرناز ایاز
- مهدی شاه محمدی